# Flemming (Sänger)

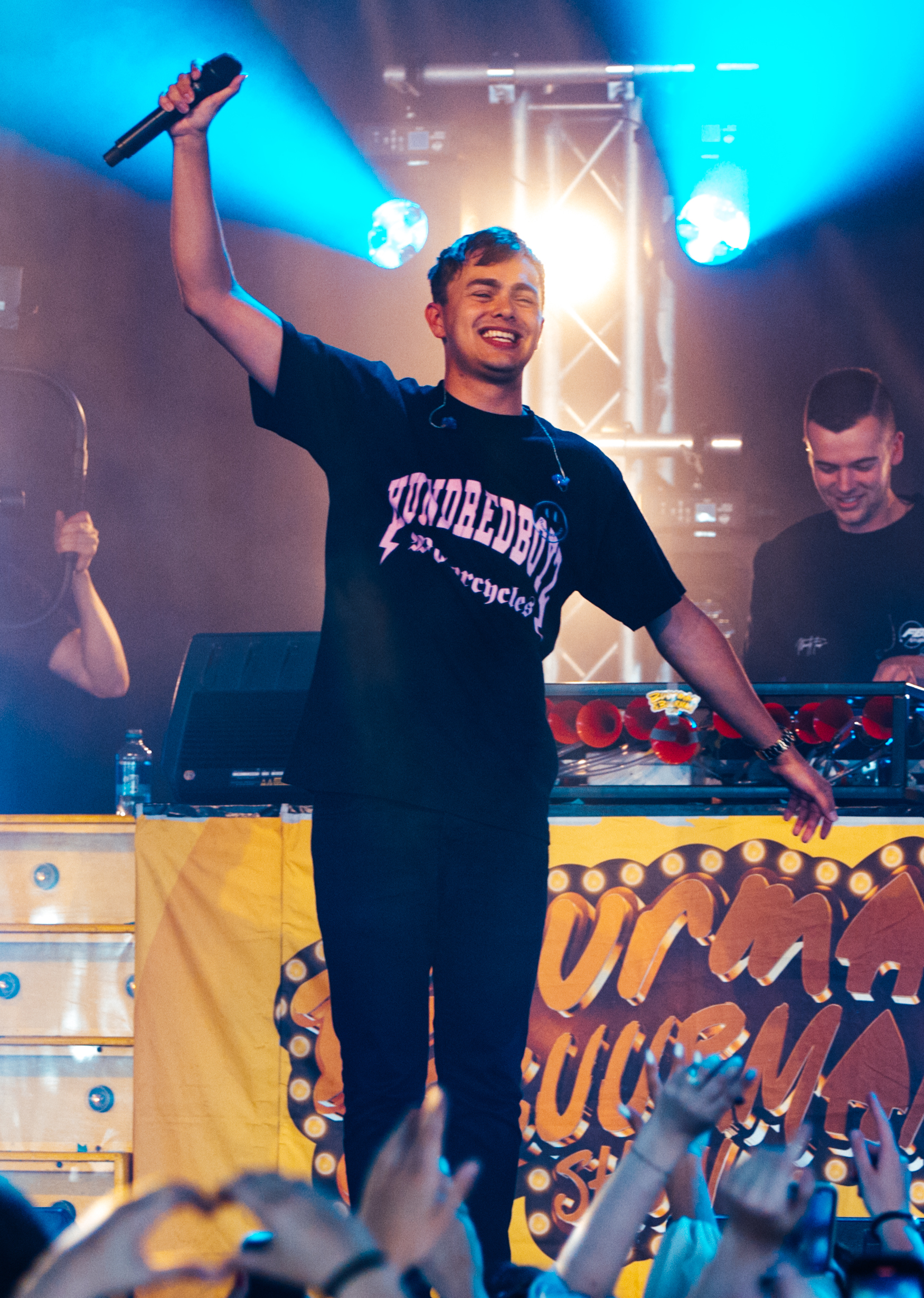
Flemming (2022)

Flemming (* 5. April 1996 in ’s-Hertogenbosch; bürgerlich Flemming Freddie Viguurs) ist ein niederländischer Singer-Songwriter.

## Karriere
Flemming wurde 1996 in ’s-Hertogenbosch geboren. Sein zweiter Vorname „Freddie“ geht auf Freddie Mercury zurück.
Im September 2021 erreichte er mit seiner Debütsingle „Amsterdam“ auf Anhieb die Top 10 der Singlecharts in seiner Heimat. Im November 2022 erschien sein selbstbetiteltes Debütalbum, mit welchem er Platz zwei erreichte. Anfang 2024 wurde das Album als erster Titel in den Niederlanden mit einer Diamant-Schallplatte ausgezeichnet. Diese Auszeichnung war erst im Januar desselben Jahres eingeführt worden.
2023 begleitete Flemming Guus Meeuwis auf dessen „Groots met een zachte G“-Tour.

## Diskografie

### Studioalben
| Jahr | Titel Musiklabel              | Höchstplatzierung, Gesamtwochen, AuszeichnungChartplatzierungen (Jahr, Titel, Musiklabel, Platzierungen, Wochen, Auszeichnungen, Anmerkungen) | Höchstplatzierung, Gesamtwochen, AuszeichnungChartplatzierungen (Jahr, Titel, Musiklabel, Platzierungen, Wochen, Auszeichnungen, Anmerkungen) | Anmerkungen                             |
| Jahr | Titel Musiklabel              | NL | BEF | Anmerkungen                             |
| ---- | ----------------------------- | --- | --- | --------------------------------------- |
| 2022 | Flemming 8ball Music          | NL2 Diamant · (101 Wo.)NL | BEF34 Gold · (27 Wo.)BEF | Erstveröffentlichung: 11. November 2022 |
| 2024 | Twee stappen voor 8ball Music | NL2 Platin · (6 Wo.)NL | BEF86 (1 Wo.)BEF | Erstveröffentlichung: 25. Oktober 2024  |

### Singles
| Jahr | Titel Album                            | Höchstplatzierung, Gesamtwochen, AuszeichnungChartplatzierungen (Jahr, Titel, Album, Platzierungen, Wochen, Auszeichnungen, Anmerkungen) | Höchstplatzierung, Gesamtwochen, AuszeichnungChartplatzierungen (Jahr, Titel, Album, Platzierungen, Wochen, Auszeichnungen, Anmerkungen) | Anmerkungen                                                       |
| Jahr | Titel Album                            | NL | BEF | Anmerkungen                                                       |
| ---- | -------------------------------------- | --- | --- | ----------------------------------------------------------------- |
| 2021 | Amsterdam Flemming                     | NL7 Diamant · (19 Wo.)NL | BEF13 Platin · (18 Wo.)BEF | Erstveröffentlichung: 24. September 2021                          |
| 2021 | Zij wil mij Flemming                   | NL6 Platin · (18 Wo.)NL | BEF14 Gold · (12 Wo.)BEF | Erstveröffentlichung: 31. Dezember 2021                           |
| 2022 | Automatisch Flemming                   | NL2 Diamant · (26 Wo.)NL | — | Erstveröffentlichung: 29. April 2022                              |
| 2022 | Terug bij af Flemming                  | NL18 Gold · (14 Wo.)NL | BEF49 (1 Wo.)BEF | Erstveröffentlichung: 26. August 2022 feat. Ronnie Flex           |
| 2022 | Paracetamollen Flemming                | NL3 Platin · (21 Wo.)NL | — | Erstveröffentlichung: 16. Dezember 2022                           |
| 2023 | Verleden tijd Twee stappen voor        | NL17 Platin · (10 Wo.)NL | — | Erstveröffentlichung: 14. April 2023                              |
| 2023 | Hypnose Twee stappen voor              | NL28 Gold · (7 Wo.)NL | — | Erstveröffentlichung: 14. Juli 2023                               |
| 2023 | Champions League Twee stappen voor     | NL11 Platin · (16 Wo.)NL | — | Erstveröffentlichung: 10. November 2023 mit Boef                  |
| 2024 | Alles op gevoel Twee stappen voor      | NL9 Platin · (17 Wo.)NL | — | Erstveröffentlichung: 4. Januar 2024 mit Zoë Tauran & Ronnie Flex |
| 2024 | Hoop dat jij me mist Twee stappen voor | NL38 (3 Wo.)NL | — | Erstveröffentlichung: 10. Mai 2024                                |
| 2024 | Onweer in m’n hoofd Twee stappen voor  | NL37 (5 Wo.)NL | — | Erstveröffentlichung: 13. September 2024                          |
| 2025 | 100% –                                 | NL11 Gold · (17 Wo.)NL | — | Erstveröffentlichung: 21. Februar 2025 mit Mart Hoogkamer         |